# Mikio Aoki
Mikio Aoki (青木幹雄 Aoki Mikio?, 8 de junio de 1934-11 de junio de 2023) fue un político japonés. 

## Carrera política
Estudió en la Universidad de Waseda, pero no se graduó.
Fue Secretario Jefe del Gabinete en el gabinete de Keizō Obuchi y Secretario General del Partido Liberal Democrático de Japón en la Cámara de Diputados Locales de Japón. 
Cuando el primer ministro Keizo Obuchi cayó en coma el 3 de abril de 2000, Aoki asumió el cargo de primer ministro en funciones hasta el 5 de abril, cuando fue sustituido por Yoshirō Mori.